# 1355

## Починали
- Марина Смилец, Деспотица на Крън
- Михаил IV Асен, български военачалник
- 20 декември – Стефан Душан, сръбски цар